# Can Gaietà
Can Gaietà és una masia de Canet d'Adri (Gironès) protegida com a bé cultural d'interès local.

## Descripció
És una masia de planta rectangular desenvolupada en planta baixa, pis i golfes. La coberta és de teula àrab a dues vessant acabada amb un senzill ràfec de teula excepte al centre de la façana principal que sobresurt aguantada per biguetes i llates de fusta. Les parets portants són de maçoneria. Les façanes són arrebossades i pintades, deixant a la vista els carreus de les cantonades i els que emmarquen les obertures. La porta principal és dovellada i sobre ella hi ha una finestra amb llinda de pedra d'una sola peça i brancals de carreus ben tallats. En el lateral esquerre de la façana principal hi ha un rellotge de sol pintat. Interiorment s'estructura en tres crugies perpendiculars a la façana principal. Els sostres són fets amb quatre quadrats de fusta.